# Johann Friedrich Bause

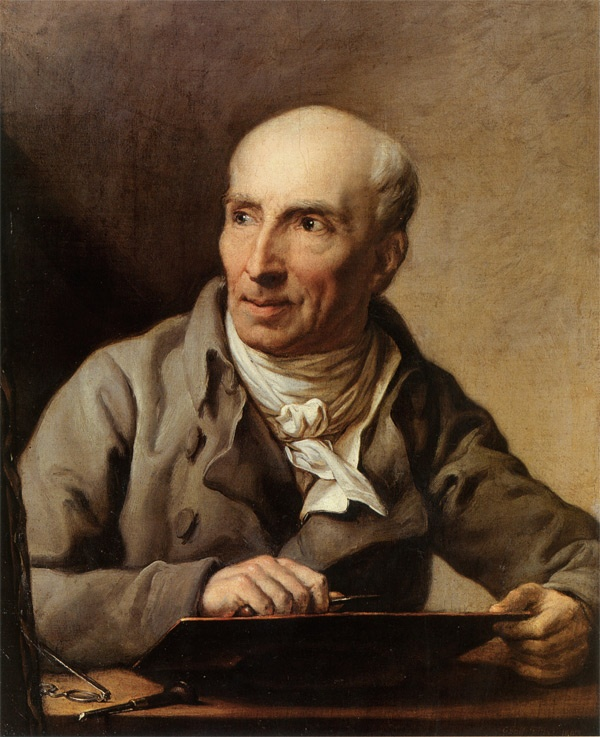
Johann Friedrich Bause, porträtiert von Anton Graff (1807)

Johann Friedrich Bause (* 3. Januar 1738 in Halle (Saale); † 5. Januar 1814 in Weimar) war ein bedeutender deutscher Kupferstecher und Ehrenmitglied der Preußischen Akademie der Künste.

## Leben
Johann Friedrich Bause war der Sohn des Hallenser Bornmeisters und Kirchenvorstehers zu St. Ulrich, Christian Gottlieb Bause (* 10. Februar 1696 in Halle), und dessen Ehefrau Sophia Elisabeth (geb. Dryander). Früh verwaist, bildete er sich im Selbststudium in der Kunst aus. Sein künstlerisches Vorbild wurde der Pariser Kupferstecher Johann Georg Wille. 1759 arbeitete Bause in Augsburg kurzzeitig unter der Leitung von Johann Jacob Haid.  In Augsburg lernte er auch Anton Graff kennen, der ein Porträt von ihm malte.
1763 heiratete er in Halle Henriette Charlotte Brünner, mit der er zwei Töchter hatte. Die Ältere, Friederike Charlotte, hatte ein Talent für Musik, verstarb im Alter von 19 Jahren.

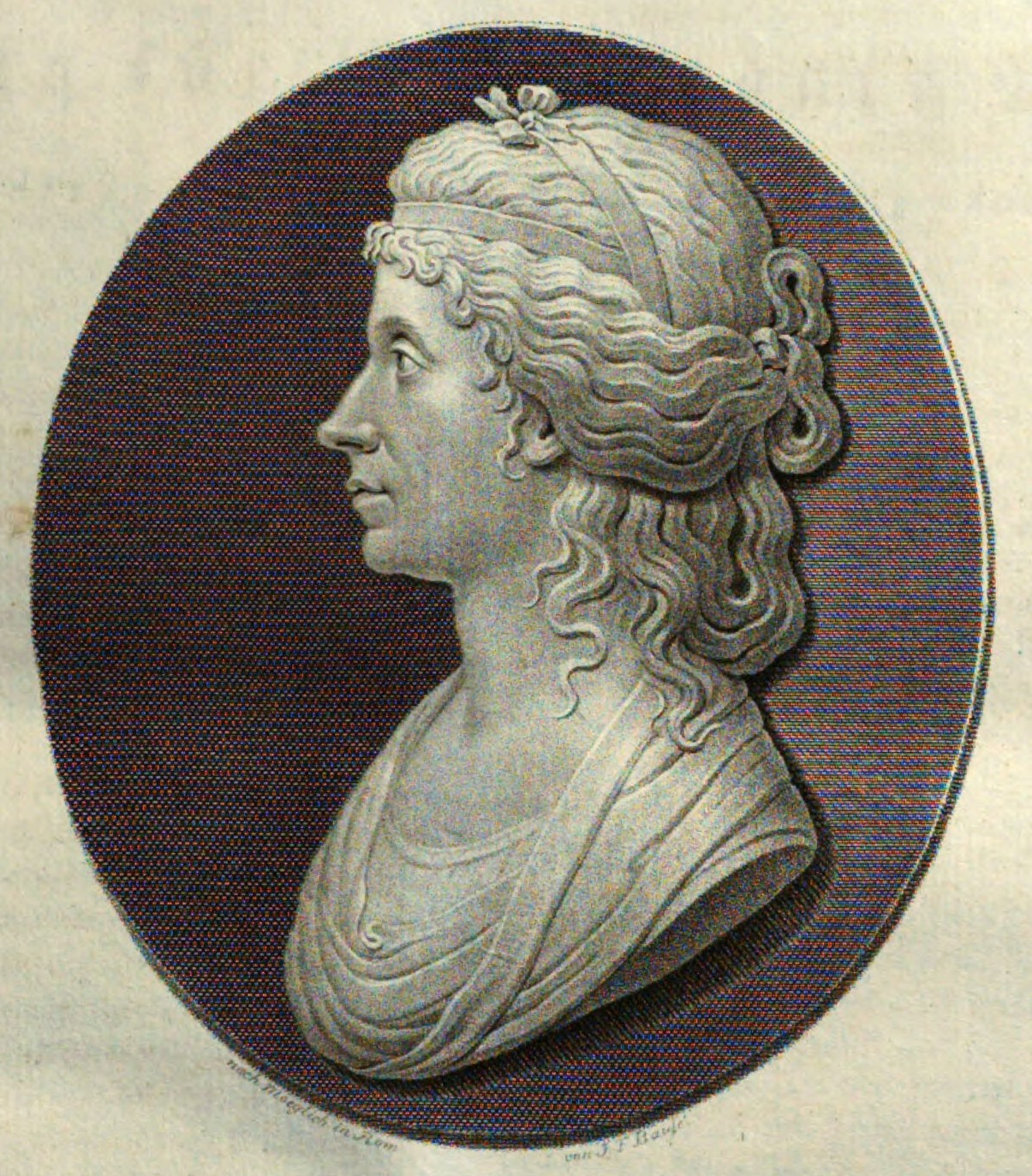
Bauses Porträt von Angelika Kauffmann (um 1801)

1766 ging Bause von Halle nach Leipzig, wo er im Weiteren an der Kunstakademie Professor der Kupferstichkunst wurde und sich zu einem der besten Porträtstecher seiner Zeit ausbildete. Ab 1786 war er Ehrenmitglied der Preußischen Akademie der Künste in Berlin.
Bause war ab 1761 Mitglied der Freimaurerloge Philadelphia zu den drei goldenen Armen in Halle, 1765 Mitgründer der Freimaurerloge Zu den drei Degen ebenda und ab 1777 Mitglied der Loge Minerva zu den drei Palmen in Leipzig.
Seine jüngere Tochter, Juliane Wilhelmine Bause (1768–1837), künstlerisch begabt und von ihrem Vater ausgebildet, hatte in den Jahren 1789 bis 1791 eine Folge von Landschaftsradierungen geschaffen. 1792 heiratete sie in Leipzig den Bankherrn Karl Eberhard Löhr (1763–1813), einen Sohn des Bankiers Eberhard Heinrich Löhr. Bauses Enkelin Juliane Henriette Löhr heiratete den Dichter Georg Keil (1781–1857). Als um 1809 sein Augenlicht nachließ, fertigte Bause einen letzten Stich von seinem Schwiegersohn Karl Eberhard Löhr. Nachdem im Jahr 1813 der französische General Jean Toussaint Arrighi de Casanova, der damalige französische Gouverneur von Leipzig, seine kürzlich verwitwete Tochter Juliane Wilhelmine Löhr aus ihrem Haus in Leipzig vertrieben hatte, folgte Bause ihr nach Weimar. 
Anfang Januar 1814 verstarb Johann Friedrich Bause in Weimar und wurde auf dem dortigen Jacobsfriedhof beigesetzt. Der Hofbildhauer Carl Gottlieb Weisser schuf für sein Grab ein Denkmal.